# Bistum Agde

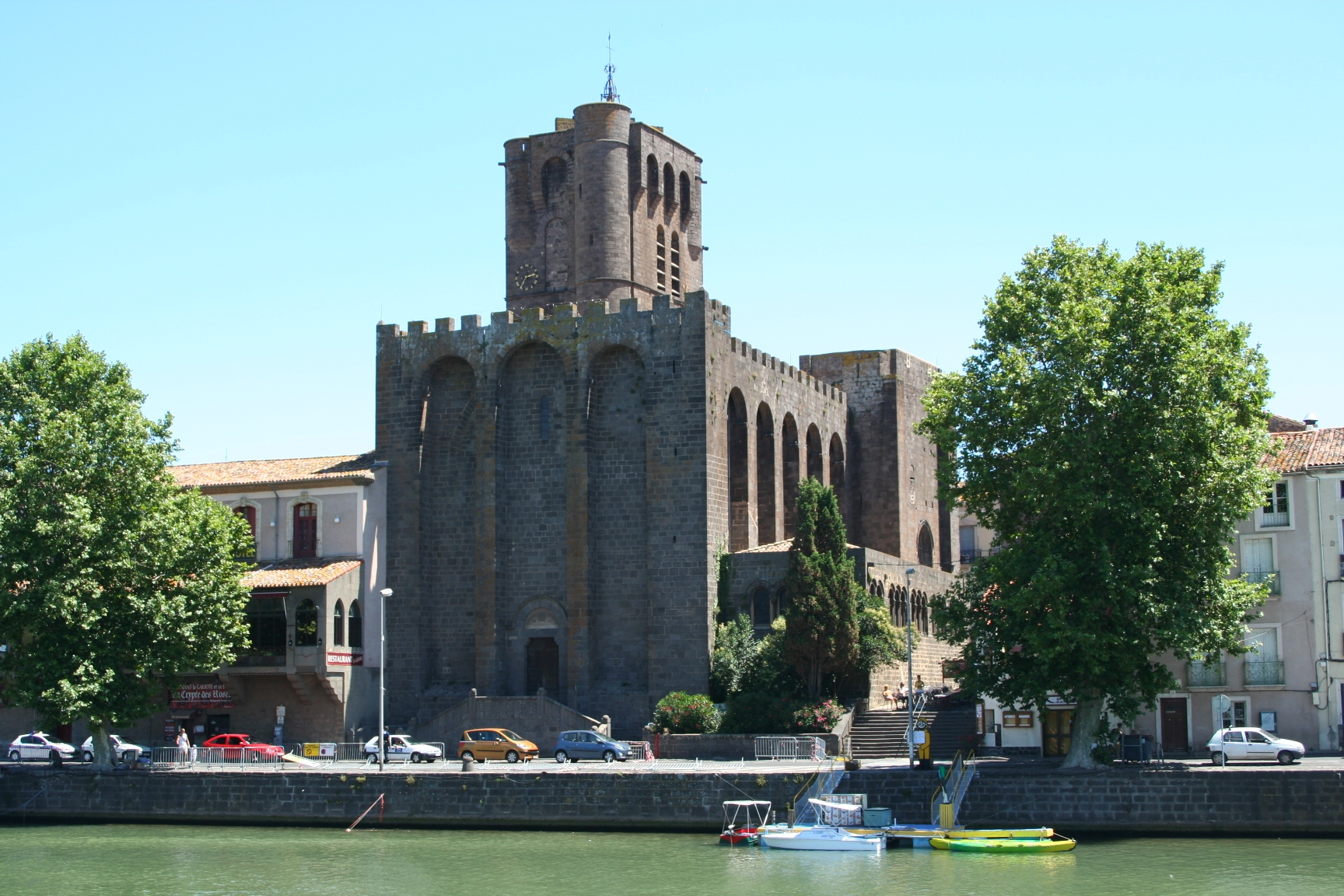
Die Kathedrale St. Stephanus in Agde

Das Bistum Agde (lateinisch Dioecesis Agathensis) war eine in Frankreich gelegene römisch-katholische Diözese mit Sitz in Agde.

## Geschichte
Das Bistum Agde wurde im 5. Jahrhundert errichtet. Erster Bischof war Venustus. Im Jahre 506 fand die Synode von Agde statt. Bischof Peter Raimund erwarb 1187 den Titel Vicomte (Vizegrafschaft Agde). Im ersten Viertel des 13. Jahrhunderts gründete Bischof Thédise ein Hospiz für Bedürftige. Mitte des 17. Jahrhunderts errichtete Bischof François Fouquet ein Priesterseminar.
Der letzte Bischof, Charles-François de Saint-Simon Sandricourt, wurde am 26. Juli 1794 in Paris enthauptet. Das Bistum Agde wurde am 29. November 1801 infolge des Konkordates von 1801 durch Papst Pius VII. mit der Päpstlichen Bulle Qui Christi Domini aufgelöst und das Territorium wurde dem Bistum Montpellier angegliedert.
Das Bistum Agde war dem Erzbistum Narbonne als Suffraganbistum unterstellt.